# Isabella Bendidio
Isabella Bendidio est une aristocrate ferraraise née le 13 septembre 1546 et morte après 1610. 
Tout comme sa sœur Lucrezia Bendidio, elle chante dans la première formation du Concerto delle donne, musica reservata de la cour de Ferrare. Elle épouse en 1573 Cornelio Bentivoglio, marquis de Gualtieri. Elle est la mère de Guido et Enzo Bentivoglio, premiers mécènes de Girolamo Frescobaldi. Elle est aussi la tante d'Anna Guarini qui la remplace au Concerto delle donne,. Elle est chantée par Le Tasse dans les Rime d'amore et Jacques de Wert dans le Settimo libro di madrigali a cinque voci.